# Jordi Sevilla
Pour les articles homonymes, voir Segura (homonymie).
Jordi Sevilla Segura, né le 19 mars 1956 à Valence, est un homme politique espagnol membre du Parti socialiste ouvrier espagnol (PSOE). Il est député entre 2000 et 2009 et ministre des Administrations publiques de 2004 à 2007.

## Biographie

### Une carrière de conseiller économique
Après avoir étudié les sciences économiques à l'université de Valence, il passe avec succès le concours de technicien commercial et économiste de l'État. Il intègre en 1985 le cabinet de la présidence du gouvernement, en tant que conseiller aux relations économiques internationales.
Ayant occupé ce poste jusqu'en 1991, il devient cette année-là chef de cabinet du ministre de l'Agriculture Pedro Solbes. Il le suit deux ans plus tard au ministère de l'Économie et des Finances, comme directeur de cabinet. Avec la victoire de la droite en 1996, il est contraint de renoncer à ces fonctions.

### Débuts en politique aux côtés de Zapatero
Conseiller du groupe socialiste au Congrès des députés à partir de 1998, il est investi tête de liste aux élections législatives du 12 mars 2000 dans la province de Castellón et élu député. Au mois de juillet suivant, le nouveau secrétaire général du PSOE José Luis Rodríguez Zapatero le nomme secrétaire à la Politique économique et à l'Emploi du parti.

### Ministre des Administrations publiques
À la suite de la victoire du PSOE aux élections législatives du 14 mars 2004, Zapatero devient président du gouvernement. Le 18 avril, Jordi Sevilla est nommé ministre des Administrations publiques. Son mandat est marqué par une volonté de réformer les statuts d'autonomie des communautés autonomes et l'administration publique.

### Mise en retrait progressive
Il est relevé de ses fonctions lors du remaniement ministériel du 6 juillet 2007 au profit de la ministre de la Santé Elena Salgado.
Il est alors pressenti pour prendre la direction du Partit Socialista del País Valencià-PSOE (PSPV-PSOE), défait aux élections régionales pour la quatrième fois consécutive. Il renonce cependant deux mois plus tard, faute de consensus sur la tenue d'un congrès extraordinaire.
Réélu député aux élections législatives du 9 mars 2008, il est choisi pour présider la commission mixte non-permanente sur le changement climatique.
Jordi Sevilla annonce son retrait de la vie politique le 1er septembre 2009 afin de rejoindre le secteur privé.